# Semur-en-Auxois

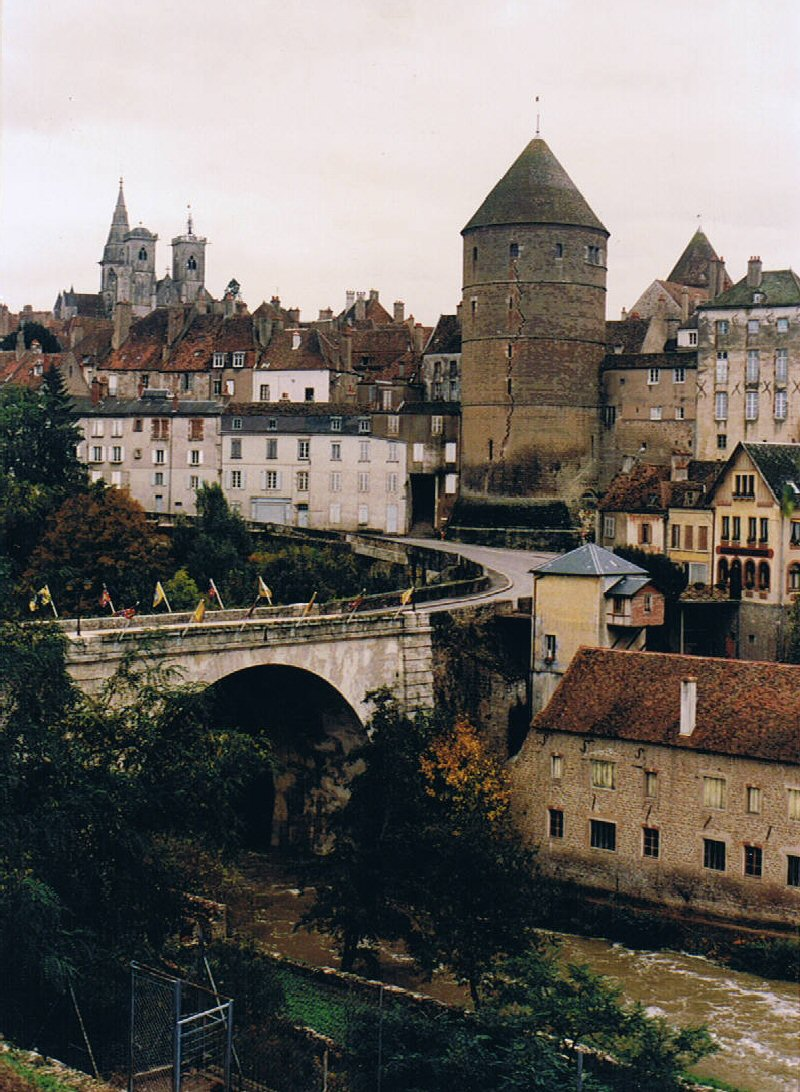
Semur-en-Auxois in 1993

Coat of arms of Semur-en-Auxois

Semur-en-Auxois là một thị trấn thuộc tỉnh Côte-d'Or trong vùng Bourgogne-Franche-Comté miền đông nước Pháp.